# Entropezites patricii
Entropezites patricii —  викопний вид грибів, що належить до монотипового роду Entropezites.